# 大佐祖林齊
49°40′23″N 26°39′0″E / 49.67306°N 26.65000°E
大佐祖林齊（烏克蘭語：Великі Зозулинці）是位於烏克蘭西部的村莊，由赫梅利尼茨基州裡赫梅利尼茨基區的扎斯盧奇內市鎮負責管轄。該村始建於1545年，面積4.42平方公里，海拔高度318米，2001年人口852，人口密度每平方公里192.7人。